# Академический отряд
Путешествие академиков по Сибири (1733—1746) проходило в рамках Великой Северной экспедиции с целью изучения архивов сибирских городов и природы Сибири. Так, благодаря исследованиям главы отряда Миллера архива Тобольска стало известно об экспедиции Семёна Дежнёва 80 годами ранее.

## Предпосылки
Несмотря на то, что Сибирь была частью России уже около полутора веков, о ней было известно очень мало. Были данные от первопроходцев, но они, идя всё дальше на восток, описывали только основные географические объекты — реки, горы, озёра, а природа, за редким исключением, оставалась в стороне от наблюдений. Растительность, животный мир, геология, история — всё это было практически неизвестно. Именно поэтому, следом за указом об организации Великой Северной экспедиции (17 апреля 1732 г.), последовал новый указ (19 июня 1732 г.) — об участии в ней Академии наук, которая должна была послать в экспедицию одного профессора и с ним двух «из российских студентов, которые б могли по Юпитеровым спутникам в разных местех долготу обсервовать и после, яко будучие в практике, сами в профессоры вступить». На профессора и студентов возлагалось «такожде географическое порядочное описание и осмотр или примечание о плодах земных и минералах и металлах и ботаническое, ежели найдутся, учинить». Академия наук посчитала необходимым послать двух профессоров; один должен был производить «обсервации, или наблюдения астрономические, физические, анатомические и что до истории натуральной, или естественной, принадлежит», а другой должен был изучать все, что касается «до уставов веры и обычаев (тамошних) людей, до языков же древностей и письмен». Для выбора двух лучших студентов из Славяно-греко-латинской академии было затребовано 12 студентов.

## Описание экспедиции
Эта экспедиция стала первой из академических экспедиций по изучению России.

### Путешествие 1733—1736
К лету 1733 года определился состав отряда. Во главе его были поставлены профессор астрономии Л. Делиль де ла Кроер и профессор истории Г. Ф. Миллер. Указом 11 июня 1733 года к ним был присоединён профессор естествознания И. Г. Гмелин, намечавшийся и ранее в состав экспедиции, но замененный вследствие болезни Миллером. При них состояли живописец Беркхан (Johann Christian Berckhan), рисовальщик (в изданиях Академии Наук XX века указан как шрайбмейстер — учитель чистописания) Люрсениус (Johann Wilhelm Lürsenius), 5 студентов: Степан Крашенинников, Фёдор Попов, Лука Иванов, Василий Третьяков, Алексей Горланов и академический инструментальный ученик Гаврила Кобылин.
В начале августа 1733 года отряд начал своё путешествие; 18 октября он прибыл в Казань, где была организована метеорологическая служба (Василий Григорьев, затем — Семён Куницын). В декабре метеорологические наблюдения были организованы в Екатеринбурге (А. Татищев, геодезист Н. Каркадинов, учитель арифметики Ф. Санников), в январе 1734 года — в Тобольске, где академический отряд догнал Беринга.
В мае, как только вскрылись реки, отряды двинулись в путь. Де ла Кроер вместе со студентами Поповым и Ивановым отправился вместе с обозом Чирикова в Енисейск, а Миллер и Гмелин, освобождённые Берингом от подчинения ему, отправились на юг, — вверх по Иртышу. Сделав короткие остановки в Таре, Омске и Ямышевской крепости, 26 июля академический отряд прибыл в Семипалатинск, и далее по приграничной дороге через Усть-Каменогорскую крепость достиг недавно открытых Колыванских медных заводов. По пути путешественники изучали флору и фауну, собирали коллекции редких растений, проводили геологические исследования; Миллер помимо архивной работы занимался археологическими раскопками, Гмелин — организацией метеорологических наблюдений.
Из Кузнецка 27 сентября Миллер двинулся в Томск сухим путём, а Гмелин — рекой Томь. В Томске они встретились 2 октября, после чего направились через Енисейск, Красноярск, Канск, Удинск, Балаханск в Иркутск, куда прибыли 8 марта 1735 года. В марте Гмелин и Миллер пересекли по льду Байкал и прибыли в Селенгинск, где воссоединились с Де ла Кроером и продолжили путь вместе — Кяхта, снова Удинск, Еровинский и Читинский острог, на плотах по Ингоде и Шилке, и 15 июня 1735 года прибыли в Нерчинск, где исследовали древние памятники, могильные курганы и рудные копи.
Проведя некоторое время в Нерчинске, они отправились дальше — Аргунский сереброплавильный завод и Аргунский острог. 20 июля 1735 года С. Крашенинников с геодезистом А. Ивановым был отправлен на р. Онон для обследования целебных источников. К началу осени 1735 года отряд вернулся в Иркутск: через Читинский острог, Удинск, далее — сплав по Селенге и Байкалу.
20 января 1736 года Крашенинников получил задание продолжить исследование «теплых вод» в Забайкалье (по южному и восточному побережьям Байкала), и одновременно изучить архив Баргузинского острога. А Гмелин и Миллер 26 января отправились на север — в Илимске они жили месяц, после чего направились в верховья Лены, по Лене, на 6 судах, до Усть-Кута и до Усть-Ильгинской крепости. В это время, путешествовавший вместе с ними геодезист А. Красильников, составил подробную карту реки. Делакройер же добрался до Якутска сухим путём, — 1 июня.

### Якутск: 1736—1737
В Якутск они прибыли только в начале сентября 1736 года. В это время в Якутске находился начальник экспедиции Беринг, а также его отряд и отряд Шпанберга, а также Делакройер. Здесь находились также все грузы и экипаж для судов, строящихся в Охотске.
В Якутске между профессорами и Берингом начались несогласия. Сыграли свою роль и трудность пути, и трудности снабжения на Камчатке. Атмосфера в коллективе была накалена, писались доносы (одним из основных доносчиков был Писарев), по которым многих репрессировали, отправляя под конвоем в Иркутск. Из Петербурга приходили вести, что Берингом и Шпанбергом недовольны за медлительность. В одном из писем в Петербург Миллер просил «совершенно освободить» всех учёных из-под руководства Беринга.
В Петербурге был собран совет Сената и Адмиралтейств-коллегии для решения о продолжении экспедиции, требовавшей больших средств и дающую ничтожные результаты. Сенат был против такого расходования средств (до 300 тыс. рублей в год), но Адмиралтейство проявило упорство и разрешение было получено. Писарев был переведён из-под начала Беринга в отряд Шпанберга; Беринг же получил выговор за медлительность с предупреждением о том, что если он не поторопится, то как Муравьёв и Павлов будет разжалован в матросы, и лишён добавочного жалованья.
В такой атмосфере Миллер и Гмелин отказались ехать на Камчатку и выехали на Лену, а вместо себя послали Крашенинникова. Для путешествия на Камчатку они потребовали для себя «особо поместительного» судна, для наблюдения за строительством которого, а также для подготовки помещений и был отправлен Крашенинников. В конце концов, по приказанию Беринга, никого из академического отряда было решено на Камчатку не брать. Вдобавок ко всему, в Якутске во время пожара сгорел дом Гмелина вместе со всеми книгами, инструментами, записями и собранными коллекциями. Требовалось, насколько это возможно, восстановить утерянное. Для этого пришлось проехать тем же маршрутом в 1737. Время было упущено: Беринг в отсутствие академиков покинул Якутск.
Крашенинников отправился из Якутска в Охотск, откуда он должен был отплыть на Камчатку, 5 июля 1737 года. Там он встретился с Чириковым и Шпанбергом, помощниками Беринга, а позже и с самим Берингом, который оказал ему всяческое содействие в снаряжении на Камчатку. До самого отъезда на Камчатку 4 октября 1737 года Крашенинников продолжал вести научную работу: производил метеорологические обсервации, вёл наблюдения над приливом и отливом моря, составлял описание флоры и фауны. 4 октября 1737 года он отплыл из Охотска на судне «Фортуна», начав четырёхлетнее путешествие, во время которого восемь раз пересек полуостров.

### Академики в Сибири: 1737—1743
Миллер с Гмелиным добрались до Киренска, но заболевший Миллер вынужден был вернуться в Иркутск, где провёл всю зиму. Весной к нему присоединился Гмелин. Учитывая, что дальше на восток двинуться они не могли, вернуться без приказа — тоже, Гмелин и Миллер подали прошение об отставке, но не получили никакого ответа. Таким образом, не получая никаких других назначений и будучи не в состоянии продолжить свой первоначально намеченный маршрут, они не знали, чем заниматься дальше. К тому же возникли проблемы с выплатами жалованья.
В это время закончились сроки, выделенные на экспедиции Челюскина и Дмитрия Лаптева. Командиры их, не находя в Якутске Беринга, обращаются за рекомендациями о дальнейших действиях к Миллеру, который рекомендовал им прекратить исследования. Но в Петербурге с ним не согласились; то, что к нему не прислушиваются, ещё больше угнетает Миллера.
Несмотря на всё это, Миллер всё же оставался руководителем и членом исследовательского отряда. В 1740 году он отправил Фишера и Линденау в Охотск, где они исследовали архив (на обратном пути в 1742 Фишер арестован по ложному обвинению, вскоре освобождён, но какое-то жил в Томске; вернуться в Петербург ему было разрешено только в 1746). Линденау на обратном пути совершил путешествие вдоль Охотского моря и по сибирским рекам. Крашенинников же, добравшись до Камчатки, организовал там метеорологическую станцию и совершил путешествие по северу полуострова (1738—1740).
Чуть ли не единственным из учёных, отправившимся с Берингом в плаванье, стал Георг Стеллер, разделивший с отрядом Беринга все тяготы зимовки, но не перенёсший ареста по доносу одного из участников того плаванья, и умерший в Сибири в 1746 году.
Делакройер в 1740 году отправился в Берёзов, где соорудил обсерваторию для наблюдений за Меркурием, но небо все 6 недель, что он провёл в Берёзове, было затянуто облаками. После этого, не дождавшись Гмелина и Миллера, он отправился по Оби и Иртышу в Тобольск. В отсутствие ветра баржу должны были всё время тащить казаки или, если это было возможно, шли на вёслах. Путь занял целый месяц, во время которого проводились астрономические исследования. В Тобольске же Делакройер занялся географическими исследованиями, разыскивая в архивах карты и изучая их, составляя их списки и снимая копии. По окончании работы он отправился в Соликамск, оттуда — в Новоусолье на Каме, принадлежащее Строгановым. В гостях у них Делиль провёл месяц, за время которого он занимался астрономическими наблюдениями, после чего отплыл на барке по Каме и Волге. 30 августа 1740 года он прибыл в Казань, где он снова разыскивал различные карты. 29 декабря он вернулся в Петербург.
Миллер вместе с Гмелиным продолжали путешествовать по Сибири, пока им не разрешили вернуться в 1743 году. После возвращения Гмелин недолго жил в Петербурге, предпочтя вернуться к себе на родину. Миллер продолжил работу в Петербургской Академии наук.

## Итоги экспедиции
Составлены карты внутренней Сибири, описаны имеющиеся там пути, реки, озёра и другие объекты, а также получены зарисовки чем-либо замечательных местностей, открыты и исследованы неизвестные ранее различные сибирские древности, исследованы архивы сибирских городов, абсолютно не известные в столице, в Петербург доставлено огромное количество выписок из них, а также образцы руд и их чертежи там, где не было возможности до них добраться, а также образцы растений, рисунки рыб, птиц и животных, проведено множество исследований по этнографии сибирских народов, астрономические и другие исследования.